# Jardinera (cocina)

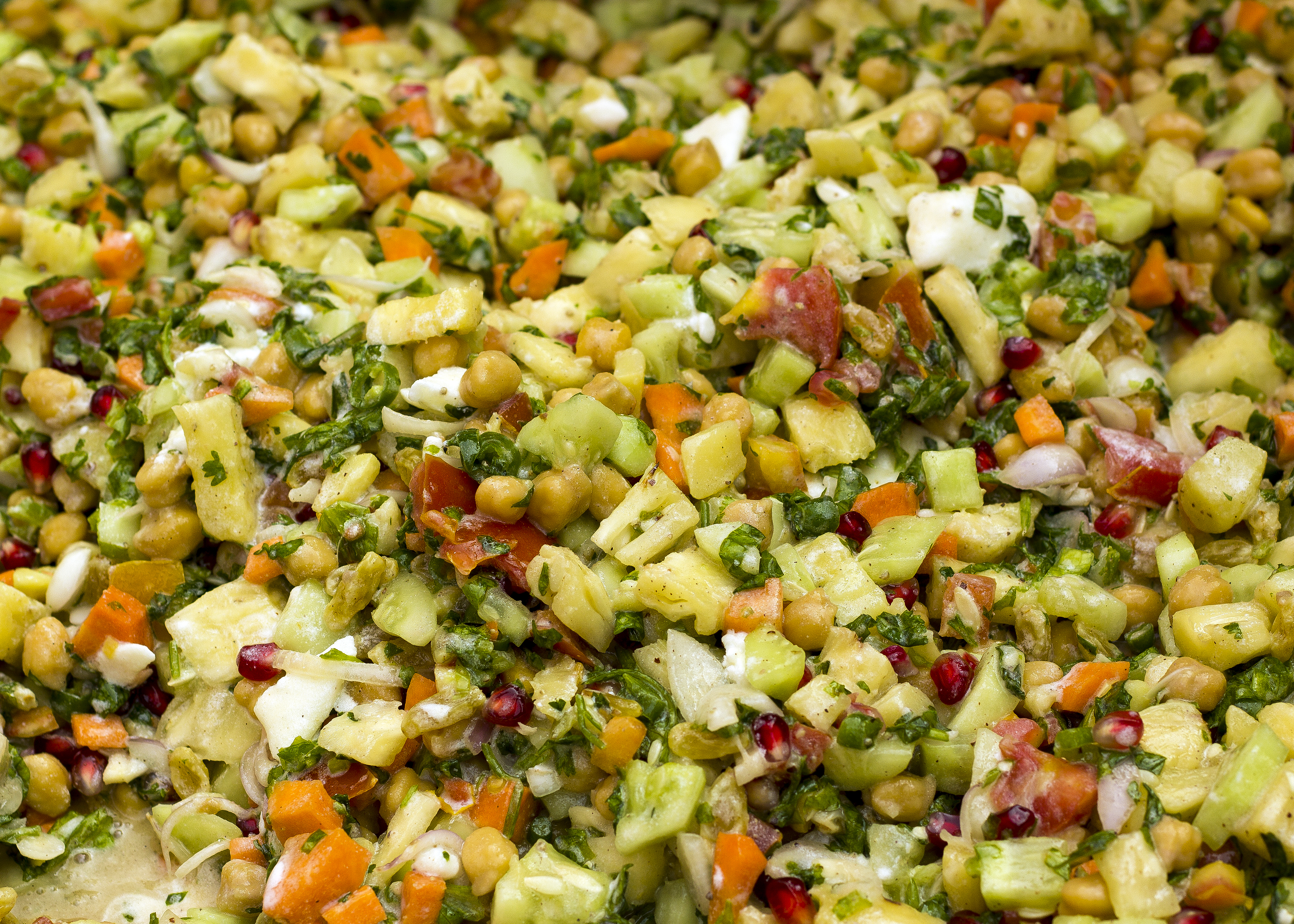
Macedonia de frutas

La jardinera es un tipo de corte de vegetales ampliamente utilizado.
El corte jardinera es muy similar a la juliana, variando el tamaño. Consiste en cortar bastones de 4 cm de largo y 4 mm de espesor; puede realizarse con zanahorias, papas, nabos, calabazas, etc.
Es el corte más común en la elaboración de papas fritas. Es necesario hacer una jardinera si se quiere luego obtener una macedonia (cubos de 4 mm de lado).

## Técnica
Para realizar una jardinera será necesario cortar el alimento en láminas de 4 cm de largo y 4 mm de espesor. Luego de ellas se cortan los bastones.